# Gnotus klausi
Gnotus klausi är en stekelart som beskrevs av Bordera och Hernandez-rodriguez 2004. Gnotus klausi ingår i släktet Gnotus och familjen brokparasitsteklar. Inga underarter finns listade i Catalogue of Life.